# Tony Lo Bianco
Anthony „Tony“ Lo Bianco (* 19. Oktober 1936 in New York City, New York; † 11. Juni 2024 in Poolesville, Maryland) war ein US-amerikanischer Film- und Theaterschauspieler sowie Filmregisseur.

## Leben
Tony Lo Bianco, seiner Herkunft nach Italoamerikaner, wurde im New Yorker Stadtteil Brooklyn geboren. Er war in jungen Jahren Amateurboxer bei den Golden Gloves, bis er zu Beginn der 1960er-Jahre begann, es als Schauspieler auf der Bühne zu versuchen. 1963 gründete er das Triangle Theatre in New York, dessen Direktor er sechs Jahre lang war. 1965 erfolgte auch sein Debüt als Filmschauspieler, wenngleich noch unter seinem Pseudonym Anthony Greco.
Als Schauspieler war Lo Bianco meist auf mediterrane südländische oder gar explizit italienische Charakterrollen fixiert. Dabei trat er besonders häufig in Mafia- und Gangsterfilmen auf. Erste Aufmerksamkeit erlangte er 1970 mit seiner Darstellung eines Heiratsschwindlers und Mörders in dem aufsehenerregenden Low-Budget-Film Honeymoon Killers. Im darauffolgenden Jahr war er in dem Filmklassiker Brennpunkt Brooklyn an der Seite von Gene Hackman in einer seiner bekanntesten Rollen als observierter Heroinhändler Salvatore „Sal“ Boca zu sehen. 1973 spielte Lo Bianco in Serpico neben Al Pacino eine kleine Rolle als Polizist. Gelegentlich spielte Lo Bianco in den 1970er-Jahren auch Hauptrollen, etwa in den B-Filmen Goldenrod und God Told Me To (auch Demon), die jeweils 1976 in die Kinos kamen. 1977 verkörperte er in Franco Zeffirellis Bibelverfilmung Jesus von Nazareth den Römer Quintilius.
Im weiteren Verlauf seiner Karriere hatte Lo Bianco unter anderem Nebenrollen in F.I.S.T. – Ein Mann geht seinen Weg (1978) neben Sylvester Stallone und Rod Steiger, in City Heat – Der Bulle und der Schnüffler (1984) an der Seite von Clint Eastwood und Burt Reynolds, in der Präsidentenbiografie Nixon (1995) neben Anthony Hopkins sowie in Nicht schuldig (1996) mit Demi Moore und Alec Baldwin. In letzterem Film verkörperte Lo Bianco abermals die für ihn typische Rolle eines Mafiabosses. Gastauftritte in Serien wie Mord ist ihr Hobby oder Law & Order sowie diverse Auftritte in Fernsehfilmen runden sein Schaffen ab. Auch wirkte er mehrfach an italienischen Filmprojekten mit. Insgesamt umfasst das filmische Schaffen von Lo Bianco über 105 Film- und Fernsehproduktionen bis zum Jahr 2022.
Tony Lo Bianco versuchte es in den 1970er-Jahren auch als Regisseur von Fernsehserien, doch hatte er in diesem Metier weniger Glück, da die Produktion von Kaz & Co oder The Duke nach nur jeweils einer Staffel eingestellt wurde. 1985 führte er zum ersten und einzigen Mal bei einem Kinofilm die Regie: Too Scared to Scream, ein 100-minütiger Spielfilm mit Mike Connors in der Hauptrolle.
Neben seiner Tätigkeit bei Film und Fernsehen engagierte sich Lo Bianco auch in karitativen Belangen und setzte sich für die Diabetes- und Lupus-Forschung ebenso ein wie für die NYPD Columbia Foundation. Tony Lo Bianco war dreimal verheiratet. 1964 trat er mit Dora Landey vor den Traualtar; die Ehe wurde 1999 geschieden. Aus der Ehe gingen drei Töchter hervor. Von 2000 bis 2009 war er in zweiter Ehe mit Elizabeth Fitzpatrick und ab 2015 mit Alyse Best Muldoon verheiratet.
Lo Bianco starb am 11. Juni 2024 in seinem Zuhause in Poolesville im Alter von 87 Jahren an den Folgen einer Erkrankung an Prostatakrebs.

## Filmografie (Auswahl)

### Als Schauspieler
- 1965: The Sex Perils of Paulette
- 1966: Mini-Max (Get Smart, Fernsehserie, 1 Folge)
- 1968: Star!
- 1968: Ein feines Pärchen (Ruba al prossimo tuo...)
- 1970: Honeymoon Killers (The Honeymoon Killers)
- 1971: Brennpunkt Brooklyn (The French Connection)
- 1973: Serpico
- 1973: Die Seven-Ups (The Seven-Ups)
- 1973–1976: Police Story (Fernsehserie, 6 Folgen)
- 1974: The Story of Jacob and Joseph
- 1975: Die Straßen von San Francisco (The Streets of San Francisco, Fernsehserie, 1 Folge)
- 1976: An den Quellen der Mafia (Alle origini della mafia, Miniserie)
- 1976: Goldenrod
- 1976: Demon (God Told Me To)
- 1977: Jesus von Nazareth (Jesus of Nazareth, Miniserie)
- 1978: F.I.S.T. – Ein Mann geht seinen Weg (F.I.S.T.)
- 1978: Heißes Blut (Bloodbrothers)
- 1978: Dschungeltrip ins Chaos (She’ll Be Sweet, Fernsehfilm)
- 1981: Separate Ways
- 1982: Marco Polo (Miniserie, 2 Folgen)
- 1984: City Heat – Der Bulle und der Schnüffler (City Heat)
- 1984: Jessie (Fernsehserie, 11 Folgen)
- 1985: Die Lady mit dem Colt (Lady Blue, Fernsehserie, 1 Folge)
- 1986: Der Amerikaner (Blood Ties, Fernsehfilm)
- 1987: Nachtstreife (Night Heat, Fernsehserie, 1 Folge)
- 1988: Die Geschichte der Ann Jillian (The Ann Jillian Story, Fernsehfilm)
- 1988: Die Römerin (La romana, Miniserie, 3 Folgen)
- 1990: Perry Mason und der vergiftete Cocktail (Perry Mason: The Case of the Poisoned Pen, Fernsehfilm)
- 1991: Stadt der Hoffnung (City of Hope)
- 1991: Das 10-Millionen-Ding (The 10 Million Dollar Getaway, Fernsehfilm)
- 1991: Im ersten Kreis der Hölle (The First Circle, Fernsehfilm)
- 1991: Die Schöne und das Schlitzohr (Palace Guard, Fernsehserie, 8 Folgen)
- 1991/1994: Mord ist ihr Hobby (Murder, She Wrote, Fernsehserie, 2 Folgen)
- 1992: Im Schatten eines Mörders (In the Shadow of a Killer, Fernsehfilm)
- 1992: Stormy Weathers – Eine Detektivin schlägt zurück (Stormy Weathers, Fernsehfilm)
- 1992: Power Play – In den Fängen der Macht (Teamster Boss: The Jackie Presser Story, Fernsehfilm)
- 1992: Die Mühlen Gottes (The Sands of Time, Fernsehfilm)
- 1992–2002: Law & Order (Fernsehserie, 3 Folgen)
- 1993: Boiling Point – Die Bombe tickt (Boiling Point)
- 1994: The Ascent
- 1994: Palast der tausend Träume 1.–3. Teil (The Maharaja’s Daughter, Miniserie, 3 Folgen)
- 1994: Der blutige Weg zur Macht (La Chance)
- 1995: Homicide (Homicide: Life on the Street, Fernsehserie, 3 Folgen)
- 1995: Nixon
- 1996: Nicht schuldig (The Juror)
- 1996: Female Justice
- 1997: Revenge – Wettlauf mit der Zeit Cold Night Into Dawn
- 1997: Ein Gesicht so schön und kalt (Let Me Call You Sweetheart, Fernsehfilm)
- 1998: Mafia! – Eine Nudel macht noch keine Spaghetti! (Mafia!)
- 2000: Payroll – Korrupt bis in den Tod (Down ’n Dirty)
- 2001: Walker, Texas Ranger (Fernsehserie, 1 Folge)
- 2001: Deadline (Fernsehserie, 1 Folge)
- 2001: Friends and Family
- 2002: Glückstag (Lucky Day, Fernsehfilm)
- 2002: Endangered Species – Gejagt (Endangered Species)
- 2003: Tödliche Reportage (Ilaria Alpi – Il più crudele dei giorni)
- 2006: Vater wider Willen (Last Request)
- 2007: Criminal Intent – Verbrechen im Visier (Law & Order: Criminal Intent, Fernsehserie, 1 Folge)
- 2009: Frame of Mind
- 2011: Bulletproof Gangster (Kill the Irishman)
- 2013: Send No Flowers
- 2022: Somewhere in Queens

### Als Regisseur
- 1978: Kaz & Co (Kaz, Fernsehserie, unbekannte Folgenzahl)
- 1984: Der nackte Wahnsinn (Too Scared to Scream)